# Élections cantonales de 2011 dans la Haute-Saône
Les élections cantonales ont eu lieu les 20 et 27 mars 2011. En Haute-Saône la majorité départementale de gauche s'effrite tout en restant largement majoritaire (23 sièges sur 32). Les cantons d'Autrey-lès-Gray, Luxeuil-les-Bains et Champlitte basculent à droite, tandis que celui de Fresne-Saint-Mamès passe à gauche.
À l'issue de ces élections, le 31 mars 2011, le socialiste Yves Krattinger est réélu pour un quatrième mandat à la tête du conseil général.

## Contexte départemental

### Assemblée départementale sortante
Avant les élections, le conseil général de la Haute-Saône est présidé par Yves Krattinger (PS). Il comprend 32 conseillers généraux issus des 32 cantons de la Haute-Saône. 17 d'entre eux sont renouvelables lors de ces élections.
| Parti                             | Sigle | Élus |
| --------------------------------- | ----- | ---- |
| Majorité (25 élus)                |       |      |
| Parti socialiste                  | PS    | 12   |
| Divers gauche                     | DVG   | 10   |
| Parti radical de gauche           | PRG   | 2    |
| Mouvement démocrate               | MoDem | 1    |
| Opposition (7 élus)               |       |      |
| Union pour un mouvement populaire | UMP   | 7    |
| Président du conseil général      |       |      |
| Yves Krattinger (PS)              |       |      |

## Résultats à l'échelle du département

### Résultats sur la fraction de sièges renouvelés
| Parti politique                         | Parti politique | Sièges mis en jeu | Élus | Évolution |
| --------------------------------------- | --------------- | ----------------- | ---- | --------- |
| Parti socialiste (PS)                   |                 | 8                 | 7    | 1         |
| Union pour un mouvement populaire (UMP) |                 | 3                 | 5    | 2         |
| Divers gauche (DVG)                     |                 | 4                 | 3    | 1         |
| Parti radical de gauche (PRG)           |                 | 1                 | 1    | -         |
|                                         |                 |                   |      |           |
| Total                                   | Total           | 16                | 16   | 16        |

### Assemblée départementale à l'issue des élections
| Parti                             | Sigle | Élus |
| --------------------------------- | ----- | ---- |
| Majorité (23 élus)                |       |      |
| Parti socialiste                  | PS    | 11   |
| Divers gauche                     | DVG   | 9    |
| Parti radical de gauche           | PRG   | 2    |
| Mouvement démocrate               | MoDem | 1    |
| Opposition (9 élus)               |       |      |
| Union pour un mouvement populaire | UMP   | 9    |
| Président du conseil général      |       |      |
| Yves Krattinger (PS)              |       |      |

### Élus
| Canton              | Conseiller général sortant | Parti | Parti | Conseiller général élu ou réélu | Parti | Parti |
| ------------------- | -------------------------- | ----- | ----- | ------------------------------- | ----- | ----- |
| Amance              | Jean-Paul Pugin            |       | DVG   | Jean-Paul Pugin                 |       | DVG   |
| Autrey-lès-Gray     | Henri Blanchot             |       | PS    | Alain Blinette                  |       | UMP   |
| Champagney          | Gérard Poivey              |       | PRG   | Gérard Poivey                   |       | PRG   |
| Champlitte          | Yvonne Gousserey           |       | PS    | Gilles Teuscher                 |       | UMP   |
| Combeaufontaine     | Joëlle Laure-Libersa       |       | DVG   | Joëlle Laure-Libersa            |       | DVG   |
| Champlitte          | Charles Gauthier           |       | UMP   | Charles Gauthier                |       | UMP   |
| Faucogney-et-la-Mer | Laurent Seguin             |       | DVG   | Laurent Seguin                  |       | DVG   |
| Fresne-Saint-Mamès  | André Huguin               |       | UMP   | Jean-Pierre Chausse             |       | PS    |
| Héricourt-Est       | Jean-Jacques Joly          |       | PS    | Jean-Jacques Joly               |       | PS    |
| Héricourt-Ouest     | Jean-Pierre Michel         |       | PS    | Fernand Burkhalter              |       | PS    |
| Jussey              | Michel Desiré              |       | PS    | Michel Desiré                   |       | PS    |
| Lure-Nord           | Raoul Juif                 |       | PS    | Raoul Juif                      |       | PS    |
| Luxeuil-les-Bains   | Michel Gabillot            |       | DVG   | Frédéric Burghard               |       | UMP   |
| Montbozon           | Edwige Eme                 |       | PS    | Edwige Eme                      |       | PS    |
| Noroy-le-Bourg      | Gérard Bontour             |       | PS    | Gérard Bontour                  |       | PS    |
| Vesoul-Ouest        | Alain Chrétien             |       | UMP   | Alain Chrétien                  |       | UMP   |

## Résultats par canton

### Canton d'Amance
| Candidat       | Candidat          | Étiquette      | Premier tour | Premier tour |
| Candidat       | Candidat          | Étiquette      | Voix         | %            |
| -------------- | ----------------- | -------------- | ------------ | ------------ |
|                | Jean-Paul Pugin * | DVG            | 1 135        | 64,67        |
|                | Luc Simonel       | UMP            | 497          | 28,32        |
|                | Patrick Lievin    | PCF            | 123          | 7,01         |
|                |                   |                |              |              |
| Inscrits       | Inscrits          | Inscrits       | 3 257        | 100,00       |
| Abstentions    | Abstentions       | Abstentions    | 1 375        | 42,22        |
| Votants        | Votants           | Votants        | 1 882        | 57,78        |
| Blancs et nuls | Blancs et nuls    | Blancs et nuls | 127          | 6,75         |
| Exprimés       | Exprimés          | Exprimés       | 1 755        | 93,25        |

*sortant

### Canton d'Autrey-lès-Gray
| Candidats      | Candidats           | Étiquette      | Premier tour | Premier tour |
| Candidats      | Candidats           | Étiquette      | Voix         | %            |
| -------------- | ------------------- | -------------- | ------------ | ------------ |
|                | Alain Blinette      | UMP            | 1 275        | 51,41        |
|                | Alain Berthet       | DVG            | 1 092        | 44,03        |
|                | Jean-Pierre Poinsot | PCF            | 113          | 4,56         |
|                |                     |                |              |              |
| Inscrits       | Inscrits            | Inscrits       | 4 070        | 100,00       |
| Abstentions    | Abstentions         | Abstentions    | 1 510        | 37,10        |
| Votants        | Votants             | Votants        | 2 560        | 62,90        |
| Blancs et nuls | Blancs et nuls      | Blancs et nuls | 80           | 3,13         |
| Exprimés       | Exprimés            | Exprimés       | 2 480        | 96,87        |

*sortant

### Canton de Champagney
| Candidats      | Candidats            | Étiquette      | Premier tour | Premier tour | Second tour | Second tour |
| Candidats      | Candidats            | Étiquette      | Voix         | %            | Voix        | %           |
| -------------- | -------------------- | -------------- | ------------ | ------------ | ----------- | ----------- |
|                | Gérard Poivey *      | PRG            | 1 794        | 43,09        | 2 622       | 61,81       |
|                | Jean Receveur        | FN             | 1 198        | 28,78        | 1 620       | 38,19       |
|                | Roland Germain       | PCF            | 922          | 22,15        |             |             |
|                | Christophe Devillers | PDF            | 249          | 5,98         |             |             |
|                |                      |                |              |              |             |             |
| Inscrits       | Inscrits             | Inscrits       | 9 483        | 100,00       | 9 483       | 100,00      |
| Abstentions    | Abstentions          | Abstentions    | 5 103        | 53,81        | 4 849       | 51,13       |
| Votants        | Votants              | Votants        | 4 380        | 46,19        | 4 634       | 48,87       |
| Blancs et nuls | Blancs et nuls       | Blancs et nuls | 217          | 4,95         | 392         | 8,46        |
| Exprimés       | Exprimés             | Exprimés       | 4 163        | 95,05        | 4 242       | 91,54       |

*sortant

### Canton de Champlitte
| Candidats      | Candidats          | Étiquette      | Premier tour | Premier tour | Second tour | Second tour |
| Candidats      | Candidats          | Étiquette      | Voix         | %            | Voix        | %           |
| -------------- | ------------------ | -------------- | ------------ | ------------ | ----------- | ----------- |
|                | Gilles Teuscher    | UMP            | 525          | 37,85        | 722         | 52,13       |
|                | Yvonne Gousserey * | PS             | 484          | 34,90        | 663         | 47,87       |
|                | Jean-Pierre Briard | FN             | 251          | 18,10        |             |             |
|                | Alain Cappelli     | DVD            | 127          | 9,16         |             |             |
|                |                    |                |              |              |             |             |
| Inscrits       | Inscrits           | Inscrits       | 2 271        | 100,00       | 2 270       | 100,00      |
| Abstentions    | Abstentions        | Abstentions    | 813          | 35,80        | 758         | 33,39       |
| Votants        | Votants            | Votants        | 1 458        | 64,20        | 1 512       | 66,61       |
| Blancs et nuls | Blancs et nuls     | Blancs et nuls | 71           | 4,87         | 127         | 8,40        |
| Exprimés       | Exprimés           | Exprimés       | 1 387        | 95,13        | 1 385       | 91,60       |

*sortant

### Canton de Combeaufontaine
| Candidats      | Candidats              | Étiquette      | Premier tour | Premier tour |
| Candidats      | Candidats              | Étiquette      | Voix         | %            |
| -------------- | ---------------------- | -------------- | ------------ | ------------ |
|                | Joëlle Laure-Libersa * | DVG            | 1 005        | 61,21        |
|                | Claude Demongeot       | UMP            | 637          | 38,79        |
|                |                        |                |              |              |
| Inscrits       | Inscrits               | Inscrits       | 2 713        | 100,00       |
| Abstentions    | Abstentions            | Abstentions    | 923          | 34,02        |
| Votants        | Votants                | Votants        | 1 790        | 65,98        |
| Blancs et nuls | Blancs et nuls         | Blancs et nuls | 148          | 8,27         |
| Exprimés       | Exprimés               | Exprimés       | 1 642        | 91,73        |

*sortant

### Canton de Dampierre-sur-Salon
| Candidats      | Candidats             | Étiquette      | Premier tour | Premier tour |
| Candidats      | Candidats             | Étiquette      | Voix         | %            |
| -------------- | --------------------- | -------------- | ------------ | ------------ |
|                | Charles Gauthier *    | UMP            | 1 750        | 63,82        |
|                | Gaëlle Galdin-Choukra | DVG            | 992          | 36,18        |
|                |                       |                |              |              |
| Inscrits       | Inscrits              | Inscrits       | 4 139        | 100,00       |
| Abstentions    | Abstentions           | Abstentions    | 1 281        | 30,95        |
| Votants        | Votants               | Votants        | 2 858        | 69,05        |
| Blancs et nuls | Blancs et nuls        | Blancs et nuls | 116          | 4,06         |
| Exprimés       | Exprimés              | Exprimés       | 2 742        | 95,94        |

*sortant

### Canton de Faucogney-et-la-Mer
| Candidats      | Candidats        | Étiquette      | Premier tour | Premier tour |
| Candidats      | Candidats        | Étiquette      | Voix         | %            |
| -------------- | ---------------- | -------------- | ------------ | ------------ |
|                | Laurent Seguin * | DVG            | 1 286        | 50,65        |
|                | Joël Brice       | UMP            | 1 086        | 42,77        |
|                | Michel Gaillard  | EÉLV           | 167          | 6,58         |
|                |                  |                |              |              |
| Inscrits       | Inscrits         | Inscrits       | 3 566        | 100,00       |
| Abstentions    | Abstentions      | Abstentions    | 925          | 25,94        |
| Votants        | Votants          | Votants        | 2 641        | 74,06        |
| Blancs et nuls | Blancs et nuls   | Blancs et nuls | 102          | 3,86         |
| Exprimés       | Exprimés         | Exprimés       | 2 539        | 96,14        |

*sortant

### Canton de Fresne-Saint-Mamès
| Candidats      | Candidats           | Étiquette      | Premier tour | Premier tour | Second tour | Second tour |
| Candidats      | Candidats           | Étiquette      | Voix         | %            | Voix        | %           |
| -------------- | ------------------- | -------------- | ------------ | ------------ | ----------- | ----------- |
|                | Jean-Pierre Chausse | PS             | 758          | 37,67        | 926         | 41,71       |
|                | André Huguin *      | UMP            | 688          | 34,19        | 833         | 37,52       |
|                | Olivier Boehm       | FN             | 462          | 22,96        | 461         | 20,77       |
|                | Dominique Gaffard   | EÉLV           | 104          | 5,17         |             |             |
|                |                     |                |              |              |             |             |
| Inscrits       | Inscrits            | Inscrits       | 3 432        | 100,00       | 3 432       | 100,00      |
| Abstentions    | Abstentions         | Abstentions    | 1 355        | 39,48        | 1 135       | 33,07       |
| Votants        | Votants             | Votants        | 2 077        | 60,52        | 2 297       | 66,93       |
| Blancs et nuls | Blancs et nuls      | Blancs et nuls | 65           | 3,13         | 77          | 3,35        |
| Exprimés       | Exprimés            | Exprimés       | 2 012        | 96,87        | 2 220       | 96,65       |

*sortant

### Canton de Héricourt-Est
| Candidats      | Candidats           | Étiquette      | Premier tour | Premier tour | Second tour | Second tour |
| Candidats      | Candidats           | Étiquette      | Voix         | %            | Voix        | %           |
| -------------- | ------------------- | -------------- | ------------ | ------------ | ----------- | ----------- |
|                | Jean-Jacques Joly * | PS             | 1 142        | 31,99        | 1 653       | 56,92       |
|                | Gilles Lazar        | PCF            | 830          | 23,25        | 1 251       | 43,08       |
|                | Colette Clerc       | FN             | 799          | 22,38        |             |             |
|                | Michel Milesi       | DVD            | 342          | 9,58         |             |             |
|                | Bernard Littot      | EÉLV           | 237          | 6,64         |             |             |
|                | Yves Méra           | AR             | 145          | 4,06         |             |             |
|                | Jean-Claude Menweg  | MoDem          | 75           | 2,10         |             |             |
|                |                     |                |              |              |             |             |
| Inscrits       | Inscrits            | Inscrits       | 7 700        | 100,00       | 7 700       | 100,00      |
| Abstentions    | Abstentions         | Abstentions    | 3 980        | 51,69        | 4 120       | 53,51       |
| Votants        | Votants             | Votants        | 3 720        | 48,31        | 3 580       | 46,49       |
| Blancs et nuls | Blancs et nuls      | Blancs et nuls | 150          | 4,03         | 676         | 18,88       |
| Exprimés       | Exprimés            | Exprimés       | 3 570        | 95,97        | 2 904       | 81,12       |

*sortant

### Canton de Héricourt-Ouest
| Candidats      | Candidats          | Étiquette      | Premier tour | Premier tour | Second tour | Second tour |
| Candidats      | Candidats          | Étiquette      | Voix         | %            | Voix        | %           |
| -------------- | ------------------ | -------------- | ------------ | ------------ | ----------- | ----------- |
|                | Fernand Burkhalter | PS             | 1 656        | 46,53        | 2 294       | 62,58       |
|                | François Pouthier  | FN             | 945          | 26,55        | 1 372       | 37,42       |
|                | Didier Tribout     | DVD            | 653          | 18,35        |             |             |
|                | Nasser Diffalah    | PCF            | 305          | 8,57         |             |             |
|                |                    |                |              |              |             |             |
| Inscrits       | Inscrits           | Inscrits       | 7 268        | 100,00       | 7 268       | 100,00      |
| Abstentions    | Abstentions        | Abstentions    | 3 533        | 48,61        | 3 322       | 45,71       |
| Votants        | Votants            | Votants        | 3 735        | 51,39        | 3 946       | 54,29       |
| Blancs et nuls | Blancs et nuls     | Blancs et nuls | 176          | 4,71         | 280         | 7,10        |
| Exprimés       | Exprimés           | Exprimés       | 3 559        | 95,29        | 3 666       | 92,90       |

*sortant

### Canton de Jussey
| Candidats      | Candidats        | Étiquette      | Premier tour | Premier tour | Second tour | Second tour |
| Candidats      | Candidats        | Étiquette      | Voix         | %            | Voix        | %           |
| -------------- | ---------------- | -------------- | ------------ | ------------ | ----------- | ----------- |
|                | Michel Desiré*   | PS             | 1 301        | 48,91        | 1 541       | 58,44       |
|                | Olivier Rietmann | UMP            | 853          | 32,07        | 1 096       | 41,56       |
|                | Michel Marain    | FN             | 506          | 19,02        |             |             |
|                |                  |                |              |              |             |             |
| Inscrits       | Inscrits         | Inscrits       | 4 657        | 100,00       | 4 655       | 100,00      |
| Abstentions    | Abstentions      | Abstentions    | 1 916        | 41,14        | 1 848       | 39,70       |
| Votants        | Votants          | Votants        | 2 741        | 58,86        | 2 807       | 60,30       |
| Blancs et nuls | Blancs et nuls   | Blancs et nuls | 81           | 2,96         | 170         | 6,06        |
| Exprimés       | Exprimés         | Exprimés       | 2 012        | 97,04        | 2 660       | 93,94       |

*sortant

### Canton de Lure-Nord
| Candidats      | Candidats                  | Étiquette      | Premier tour | Premier tour | Second tour | Second tour |
| Candidats      | Candidats                  | Étiquette      | Voix         | %            | Voix        | %           |
| -------------- | -------------------------- | -------------- | ------------ | ------------ | ----------- | ----------- |
|                | Raoul Juif *               | PS             | 1 480        | 45,30        | 2 048       | 64,12       |
|                | Jacques Bard               | FN             | 846          | 25,90        | 1 146       | 35,88       |
|                | Christophe Goret           | UMP            | 628          | 19,22        |             |             |
|                | Jean-Claude Durupt-Vignard | MoDem          | 172          | 5,26         |             |             |
|                | Odile Molitor              | PCF            | 141          | 4,32         |             |             |
|                |                            |                |              |              |             |             |
| Inscrits       | Inscrits                   | Inscrits       | 6 851        | 100,00       | 6 791       | 100,00      |
| Abstentions    | Abstentions                | Abstentions    | 3 454        | 50,42        | 3 288       | 48,42       |
| Votants        | Votants                    | Votants        | 3 397        | 49,58        | 3 503       | 51,58       |
| Blancs et nuls | Blancs et nuls             | Blancs et nuls | 130          | 3,83         | 309         | 8,82        |
| Exprimés       | Exprimés                   | Exprimés       | 3 267        | 96,17        | 3 194       | 91,18       |

*sortant

### Canton de Luxeuil-les-Bains
| Candidats      | Candidats         | Étiquette      | Premier tour | Premier tour | Second tour | Second tour |
| Candidats      | Candidats         | Étiquette      | Voix         | %            | Voix        | %           |
| -------------- | ----------------- | -------------- | ------------ | ------------ | ----------- | ----------- |
|                | Frédéric Burghard | UMP            | 1 123        | 51,05        | 1 279       | 54,10       |
|                | Alain Larriere    | PS             | 928          | 42,18        | 1 085       | 45,90       |
|                | Mohammed El Omri  | DVD            | 149          | 6,77         |             |             |
|                |                   |                |              |              |             |             |
| Inscrits       | Inscrits          | Inscrits       | 1 028        | 100,00       | 5 073       | 100,00      |
| Abstentions    | Abstentions       | Abstentions    | 2 737        | 53,95        | 2 551       | 50,29       |
| Votants        | Votants           | Votants        | 2 336        | 46,05        | 2 522       | 49,71       |
| Blancs et nuls | Blancs et nuls    | Blancs et nuls | 136          | 5,82         | 158         | 6,26        |
| Exprimés       | Exprimés          | Exprimés       | 2 200        | 94,18        | 2 364       | 93,74       |

### Canton de Montbozon
| Candidats      | Candidats         | Étiquette      | Premier tour | Premier tour | Second tour | Second tour |
| Candidats      | Candidats         | Étiquette      | Voix         | %            | Voix        | %           |
| -------------- | ----------------- | -------------- | ------------ | ------------ | ----------- | ----------- |
|                | Edwige Eme *      | PS             | 890          | 33,16        | 1 548       | 60,09       |
|                | Anne Delaborde    | UMP            | 573          | 21,35        | 1 028       | 39,91       |
|                | Jean-Paul Pretot  | DVD            | 423          | 15,76        |             |             |
|                | Patrice Froissard | FN             | 347          | 12,93        |             |             |
|                | Frédéric Weber    | EÉLV           | 288          | 10,73        |             |             |
|                | Dominique Courgey | PCF            | 163          | 6,07         |             |             |
|                |                   |                |              |              |             |             |
| Inscrits       | Inscrits          | Inscrits       | 4 499        | 100,00       | 4 498       | 100,00      |
| Abstentions    | Abstentions       | Abstentions    | 1 739        | 38,65        | 1 654       | 36,77       |
| Votants        | Votants           | Votants        | 2 760        | 61,35        | 2 844       | 63,23       |
| Blancs et nuls | Blancs et nuls    | Blancs et nuls | 76           | 2,75         | 268         | 9,42        |
| Exprimés       | Exprimés          | Exprimés       | 2 684        | 97,25        | 2 576       | 90,58       |

*sortant

### Canton de Noroy-le-Bourg
| Candidats      | Candidats        | Étiquette      | Premier tour | Premier tour |
| Candidats      | Candidats        | Étiquette      | Voix         | %            |
| -------------- | ---------------- | -------------- | ------------ | ------------ |
|                | Gérard Bontour * | PS             | 1 417        | 60,63        |
|                | Michel Richard   | UMP            | 920          | 39,37        |
|                |                  |                |              |              |
| Inscrits       | Inscrits         | Inscrits       | 3 594        | 100,00       |
| Abstentions    | Abstentions      | Abstentions    | 1 116        | 31,05        |
| Votants        | Votants          | Votants        | 2 478        | 68,95        |
| Blancs et nuls | Blancs et nuls   | Blancs et nuls | 141          | 5,69         |
| Exprimés       | Exprimés         | Exprimés       | 2 337        | 94,31        |

*sortant

### Canton de Vesoul-Ouest
| Candidats      | Candidats               | Étiquette      | Premier tour | Premier tour | Second tour | Second tour |
| Candidats      | Candidats               | Étiquette      | Voix         | %            | Voix        | %           |
| -------------- | ----------------------- | -------------- | ------------ | ------------ | ----------- | ----------- |
|                | Alain Chrétien *        | UMP            | 2 895        | 45,94        | 3 587       | 57,15       |
|                | Ramazan-François Kaymak | PS             | 1 108        | 17,58        | 2 690       | 42,85       |
|                | Frédéric Bernabé        | PCF            | 764          | 12,12        |             |             |
|                | Jean-Pierre Wadoux      | DVG            | 758          | 12,03        |             |             |
|                | Simone Levavasseur      | EÉLV           | 488          | 7,74         |             |             |
|                | Pierre Arquinet         | DIV            | 289          | 4,59         |             |             |
|                |                         |                |              |              |             |             |
| Inscrits       | Inscrits                | Inscrits       | 12 929       | 100,00       | 12 927      | 100,00      |
| Abstentions    | Abstentions             | Abstentions    | 6 325        | 48,92        | 6 161       | 47,66       |
| Votants        | Votants                 | Votants        | 6 604        | 51,08        | 6 766       | 52,34       |
| Blancs et nuls | Blancs et nuls          | Blancs et nuls | 302          | 4,57         | 489         | 7,23        |
| Exprimés       | Exprimés                | Exprimés       | 6 302        | 95,43        | 6 277       | 92,77       |

*sortant